# Стратфорд (Њу Џерзи)
Стратфорд (енгл. Stratford) град је у америчкој савезној држави Њу Џерзи.

## Демографија
По попису из 2010. године број становника је 7.040, што је 231 (-3,2%) становника мање него 2000. године.
| Група             | 2000.         | 2010.         |
| Белци             | 6.261 (86,1%) | 5.595 (79,5%) |
| Афроамериканци    | 480 (6,6%)    | 580 (8,2%)    |
| Азијати           | 173 (2,4%)    | 297 (4,2%)    |
| Хиспаноамериканци | 277 (3,8%)    | 457 (6,5%)    |
| Укупно            | 7.271         | 7.040         |